# Pawnee County (Kansas)
Pawnee County is een county in de Amerikaanse staat Kansas.
De county heeft een landoppervlakte van 1.953 km² en telt 7.233 inwoners (volkstelling 2000). De hoofdplaats is Larned.

## Bevolkingsontwikkeling

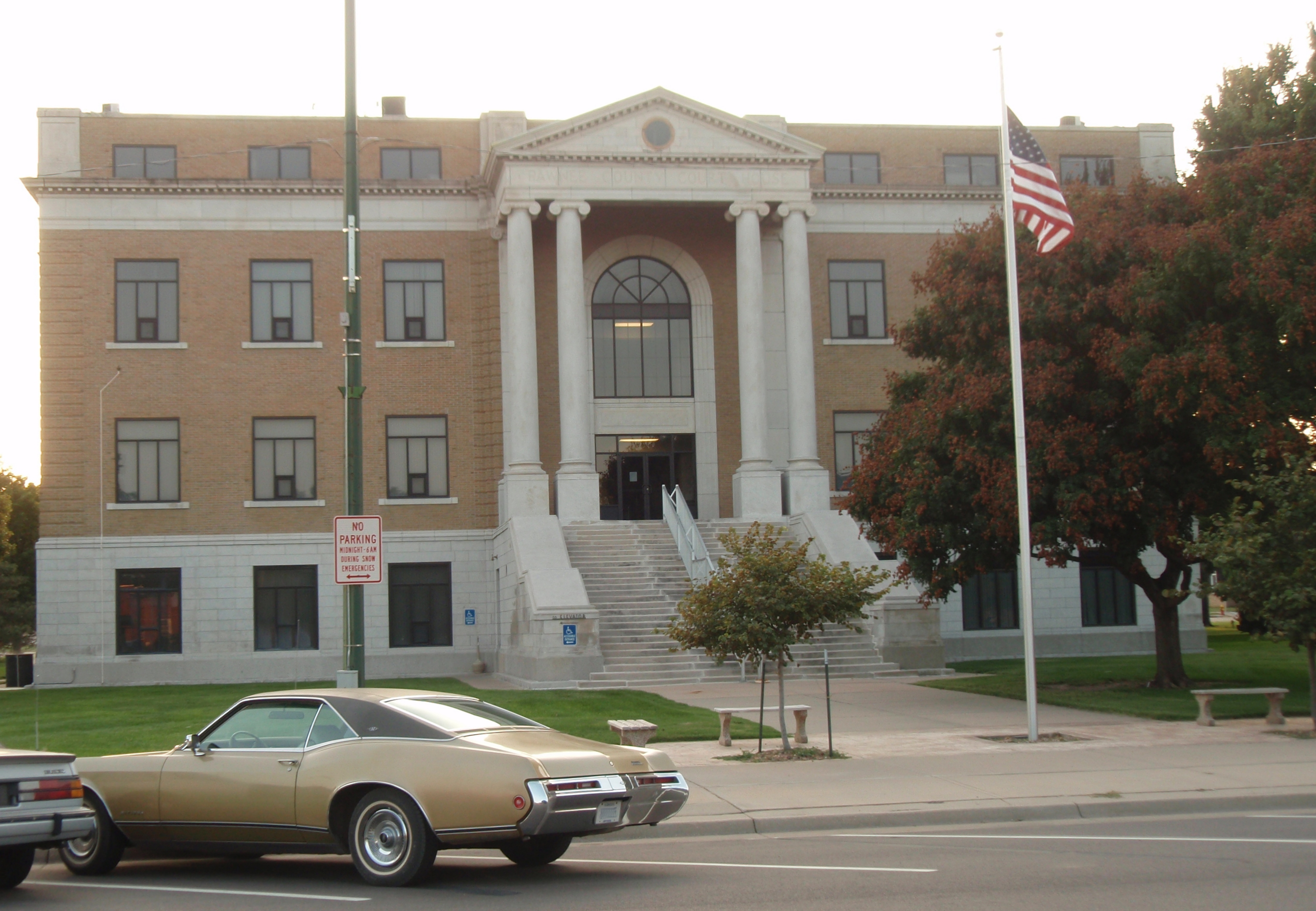
Pawnee County Courthouse